# Émile Douay
Émile Douay   (segle XIX - 6 de maig de 1902) fou un compositor francès.
Va ser deixeble d'Anton Reicha al Conservatori de París i es donà conèixer per una òpera còmica titulada La bonne mère (1822) que no agradà, com tampoc Une aventure de Fauflas representada l'any següent. Fou primer violinista i segon director d'orquestra del Gymnase dramatique, però el 1831 abandonà el càrrec, dedicant-se exclusivament a l'estudi del seu art i a l'ensenyament, quan ja gairebé ningú se'n recordava d'ell, es presentà al públic dotze anys més tard amb dues obres seves, l'obertura Geneviève des Bois i la simfonia La Création, la Vie et la Destruction, plenes de grandesa, d'agosarament i d'efectes desconeguts fins llavors.
La critica acollí amb entusiasme ambdues composicions i Douai emprengué un viatge d'estudis per Alemanya. Al seu retorn donà a conèixer dues grans composicions amb orquestres, cors i solos, Christophe Colomb i La mer, que no causaren una impressió tant favorable com les primeres. Posteriorment s'estrenaren dues obres seves, Jeanne d'Arc, trilogia musical a gran orquestra, cors i veu principal, i La chase royale, llegenda en dues parts per a orquestra, cor i solo. A més se li deuen una obertura, una simfonia, un poema simfònic titulat Homère i un trio per a piano, violí i violoncel.